# Elatostema incisoserratum
Elatostema incisoserratum es una especie de planta del género Elatostema, perteneciente a la familia Urticaceae.

## Taxonomía
Elatostema incisoserratum fue descrita por H. Schroet. en 1936.

## Distribución
Se encuentra en el territorio sudeste de China.